# Cottage Point, New South Wales
Cottage Point este o suburbie în Sydney, Australia.